# Cristóbal de Acuña
Cristóbal Diatristán de Acuña (geb. 1597 in Burgos, Spanien; gest. 1675 in Lima, Peru) war ein spanischer Entdecker und Jesuitenmissionar. Er war Rektor des Jesuitenkollegs in Cuenca (heute Ecuador).

## Leben
Im Jahr 1638 schickte der Vizekönig ihn und den Portugiesen Pedro Teixeira auf eine Reise den Amazonas hinunter, um herauszufinden, ob es möglich wäre, Schätze aus Peru auf dem Fluss zu transportieren. Nachdem er 1639 die gesamte Länge des Flusses bis zur Mündung zurückgelegt hatte, veröffentlichte Acuña 1641 die erste veröffentlichte Beschreibung des Amazonas.

## Nuevo descubrimiento del Gran Río de las Amazonas
Sein Buch Nuevo Descubrimiento del Gran Rio de las Amazonas („Neuentdeckung des großen Amazonas-Flusses“; Madrid, 1641) wurde von Gomberville in Französische übersetzt (Paris 1682).
Durch dieses Werk, das zahlreiche Nachdrucke erlebte, lernten die Europäer des 17. Jahrhunderts den riesigen Fluss kennen; unter anderem erwähnte er den Casiquiare-Kanal zwischen dem Orinoco und dem Amazonas.